# Kondoconcha othnius
Kondoconcha othnius је пуж из реда Stylommatophora и фамилије Charopidae.

## Угроженост
Ова врста је крајње угрожена и у великој опасности од изумирања.

## Распрострањење
Ареал врсте је ограничен на француску Полинезију.